# Коломацька сільська рада
Коломацька сільська рада — колишній орган місцевого самоврядування у Полтавському районі Полтавської області з центром у селі Коломацьке.

## Населені пункти
Сільраді були підпорядковані населені пункти:
- c. Коломацьке
- с. Дудникове
- с. Степанівка